# Lista de treinadores da Associação Chapecoense de Futebol
Este artigo contém uma lista em ordem cronológica de treinadores da Associação Chapecoense de Futebol.

## Ordem cronológica
Legenda:
     Treinador efetivo
     Treinador interino
 Ascensão
 Rebaixamento
| Treinador                      | Período   | Principais feitos                                                                                               |
| ------------------------------ | --------- | --- |
| Gomercindo Luiz Putti          | 1973      | |
| 1974–1975: Dados indisponíveis |           | |
| Roberto Caramuru               | 1976      | |
| Edgar Ferreira                 | 1976–1977 | Campeão do Campeonato Catarinense de 1977                                                                       |
| Áureo Malinverni               | 1978      | |
| Lori Sandri                    | 1978      | |
| Vacaria                        | 1979      | |
| Raul Mate                      | 1980      | |
| Lori Sandri                    | 1981      | |
| Laerte Dória                   | 1981      | |
| Juarez Vilela                  | 1981      | |
| Vacaria                        | 1981      | |
| Crespo                         | 1982      | |
| Juarez Vilela                  | 1982      | |
| 1983: Dados indisponíveis      |           | |
| Jaime Schmidt                  | 1984      | |
| Acosta                         | 1985-1986 | |
| Sérgio Savian                  | 1986      | |
| Carlos Froner                  | 1987      | |
| Cláudio Djair Barbosa          | 1987      | |
| 1988: Dados indisponíveis      |           | |
| Vicente Arenari                | 1989      | |
| Danúbio Marques                | 1990      | |
| Lauro Búrigo                   | 1990      | |
| Juarez Vilela                  | 1991–1992 | Vice-campeão do Campeonato Catarinense de 1991                                                                  |
| Romualdo Costa                 | 1993      | |
| Jaime Schmidt                  | 1993      | |
| Cláudio Djair Barbosa          | 1993      | |
| Luiz Freire                    | 1994      | |
| Joel Castro Flores             | 1994      | |
| Roberto Caramuru               | 1994      | |
| Vicente Arenari                | 1995      | Vice-campeão do Campeonato Catarinense de 1995                                                                  |
| Agenor Piccinin                | 1996      | |
| Joel Castro Flores             | 1996–1997 | Campeão do Campeonato Catarinense de 1996                                                                       |
| Júlio Espinosa                 | 1998      | |
| João Carlos Maringá            | 1998–1999 | |
| Joel Castro Flores             | 2000      | |
| Guilherme Macuglia             | 2000      | |
| Domingos Sávio                 | 2001      | |
| Nasareno Silva                 | 2001      | |
| Agenor Piccinin                | 2002      | |
| Cláudio Djair Barbosa          | 2003      | |
| Roberto Cavalo                 | 2003      | |
| Amauri Knevitz                 | 2004      | |
| Roberto Cavalo                 | 2004      | |
| Raffaele Graniti               | 2005      | |
| Cláudio Djair Barbosa          | 2005      | |
| Vacaria                        | 2006      | |
| China                          | 2006      | |
| Guilherme Macuglia             | 2006      | |
| Agenor Piccinin                | 2006–2007 | Campeão do Campeonato Catarinense de 2007                                                                       |
| Abel de Souza Ribeiro          | 2008      | |
| Leandro Altair Machado         | 2008      | |
| Luiz Carlos Cruz               | 2008      | |
| Mauro Ovelha                   | 2008–2010 | Vice-campeão do Campeonato Catarinense de 2009, 3º colocado na Série D de 2009                                  |
| Suca                           | 2010      | |
| Guilherme Macuglia             | 2010      | 9° no Campeonato Catarinense de 2010                                                                            |
| Mauro Ovelha                   | 2011–2012 | Campeão do Campeonato Catarinense de 2011                                                                       |
| Gilberto Pereira               | 2012      | |
| Itamar Schülle                 | 2012      | |
| Gilmar Dal Pozzo               | 2012–2014 | 3º colocado na Série C de 2012, Vice-campeão do Campeonato Catarinense de 2013, Vice-campeão da Série B de 2013 |
| Jorginho                       | 2014      | |
| Celso Rodrigues                | 2014      | |
| Vinícius Eutrópio              | 2015      | |
| Guto Ferreira                  | 2015–2016 | Campeão do Campeonato Catarinense de 2016                                                                       |
| Caio Júnior                    | 2016      | Campeão da Copa Sul-Americana de 2016                                                                           |
| Vagner Mancini                 | 2017      | Campeão do Campeonato Catarinense de 2017, Vice-campeão da Recopa Sul-Americana de 2017                         |
| Vinícius Eutrópio              | 2017      | Vice-campeão da Copa Suruga Bank de 2017, Vice-campeão do Troféu Joan Gamper de 2017                            |
| Emerson Cris                   | 2017      | |
| Gilson Kleina                  | 2017–2018 | Vice-campeão do Campeonato Catarinense de 2018                                                                  |
| Guto Ferreira                  | 2018      | |
| Claudinei Oliveira             | 2018–2019 | |
| Emerson Cris                   | 2019      | |
| Ney Franco                     | 2019      | Vice-campeão do Campeonato Catarinense de 2019                                                                  |
| Emerson Cris                   | 2019      | |
| Marquinhos Santos              | 2019      | 19° colocado na Série A de 2019                                                                                 |
| Hemerson Maria                 | 2020      | |
| Umberto Louzer                 | 2020–2021 | Campeão do Campeonato Catarinense de 2020, Campeão da Série B de 2020                                           |
| Felipe Endres                  | 2021      | |
| Mozart Santos                  | 2021      | Vice-campeão do Campeonato Catarinense de 2021                                                                  |
| Felipe Endres                  | 2021      | |
| Jair Ventura                   | 2021      | |
| Pintado                        | 2021      | |
| Felipe Endres                  | 2021      | 20° colocado na Série A de 2021                                                                                 |
| Felipe Conceição               | 2022      | |
| Bolívar                        | 2022      | |
| Gilson Kleina                  | 2022      | |
| Bolívar                        | 2022      | |
| Marcelo Cabo                   | 2022      | |
| Gilmar Dal Pozzo               | 2022      | |
| Bruno Pivetti                  | 2023      | |
| Argel Fuchs                    | 2023      | |
| Gilmar Dal Pozzo               | 2023      | |
| Claudinei Oliveira             | 2023–2024 | |
| Umberto Louzer                 | 2024      | |
| Tcheco                         | 2024      | |
| Gilmar Dal Pozzo               | 2024–     | Vice-campeão do Campeonato Catarinense de 2025                                                                  |

## Estatísticas

### Por partidas
| Treinador          | J   | V  | E  | D  | %     | Período               | Títulos | Pas. | Ref                  |
| ------------------ | --- | -- | -- | -- | ----- | --------------------- | ------- | ---- | -------------------- |
| Gilmar Dal Pozzo   | 107 | 49 | 30 | 28 | 45,79 | 2012–2014, 2022, 2023 | 0       | 3    | [ 79 ] [ 80 ] [ 81 ] |
| Umberto Louzer     | 76  | 36 | 24 | 16 | 57,89 | 2020–2021, 2024       | 2       | 2    | [ 82 ] [ 83 ]        |
| Gilson Kleina      | 66  | 25 | 26 | 15 | 51,01 | 2017–2018, 2022       | 0       | 2    | [ 84 ] [ 85 ]        |
| Vinícius Eutrópio  | 66  | 25 | 14 | 27 | 44,94 | 2015, 2017            | 0       | 2    | [ 86 ]               |
| Guto Ferreira      | 64  | 27 | 19 | 18 | 52,08 | 2015–2016, 2018       | 1       | 2    | [ 87 ]               |
| Claudinei Oliveira | 49  | 17 | 15 | 17 | 44,90 | 2018–2019, 2023–2024  | 0       | 2    | [ 88 ] [ 89 ]        |
| Vagner Mancini     | 46  | 20 | 10 | 16 | 50,70 | 2017                  | 1       | 1    | [ 90 ]               |
| Caio Júnior        | 34  | 11 | 13 | 10 | 45,09 | 2016                  | 1       | 1    | [ 91 ]               |
| Ney Franco         | 18  | 5  | 4  | 9  | 35,18 | 2019                  | 0       | 1    | [ 92 ]               |
| Marquinhos Santos  | 18  | 4  | 5  | 9  | 31,48 | 2019                  | 0       | 1    | [ 93 ]               |
| Jorginho           | 14  | 4  | 4  | 6  | 38,09 | 2014                  | 0       | 1    | [ 94 ]               |
| Pintado            | 14  | 1  | 6  | 7  | 21,00 | 2021                  | 0       | 1    | [ 95 ]               |
| Jair Ventura       | 14  | 0  | 4  | 10 | 9,50  | 2021                  | 0       | 1    | [ 96 ]               |
| Bruno Pivetti      | 13  | 5  | 5  | 3  | 51,28 | 2023                  | 0       | 1    | [ 97 ]               |
| Argel Fuchs        | 10  | 2  | 3  | 5  | 30,00 | 2023                  | 0       | 1    | [ 98 ]               |
| Marcelo Cabo       | 10  | 2  | 5  | 3  | 36,67 | 2022                  | 0       | 1    | [ 99 ]               |
| Mozart Santos      | 8   | 3  | 3  | 2  | 50,00 | 2021                  | 0       | 1    | [ 100 ]              |
| Felipe Conceição   | 6   | 3  | 0  | 3  | 50,00 | 2022                  | 0       | 1    | [ 101 ]              |
| Hemerson Maria     | 5   | 0  | 2  | 3  | 13,33 | 2020                  | 0       | 1    | [ 102 ]              |
| Tcheco             | 2   | 0  | 0  | 2  | 0,00  | 2024                  | 0       | 1    | [ 103 ]              |

### Por estado
| Estado            | Treinadores |
| ----------------- | ----------- |
| Rio Grande do Sul | 20          |
| Santa Catarina    | 9           |
| São Paulo         | 9           |
| Paraná            | 7           |
| Rio de Janeiro    | 4           |
| Minas Gerais      | 3           |
| Espírito Santo    | 1           |
| Itália            | 1           |